# Edwards (Colorado)
Edwards is een plaats (census-designated place) in de Amerikaanse staat Colorado, en valt bestuurlijk gezien onder Eagle County.

## Demografie
Bij de volkstelling in 2000 werd het aantal inwoners vastgesteld op 8257.

## Geografie
Volgens het United States Census Bureau beslaat de plaats een oppervlakte van
102,8 km², geheel bestaande uit land. Edwards ligt op ongeveer 2201 m boven zeeniveau.

## Plaatsen in de nabije omgeving
De onderstaande figuur toont nabijgelegen plaatsen in een straal van 24 km rond Edwards.